# Geist (Familienname)
Geist ist ein deutscher Familienname.

## Herkunft und Bedeutung
Geist steht für ein dem Heiliggeistspital Höriger oder für eine Anwohner eines Heiliggeistspital.

## Namensvarianten
- Gaist
- Gayst
- Geyst

## Namensträger
- Alfred Geist (1863–1919), deutsch-baltischer Geistlicher
- Andreas Geist (1805–1860), deutscher Maler
- August Geist (1835–1868), deutscher Maler
- Barbara Geist (* 1983), deutsche Germanistin
- Carl Geist (1870–1931), deutscher Maler
- Christian Geist (um 1640–1711), deutscher Organist und Komponist
- Edwin Geist (1902–1942), deutscher Komponist und Musikschriftsteller
- Emma Geist (1911–2002), österreichische Schriftstellerin
- Ernst Heinrich Geist (1860–1928), deutscher Unternehmer, siehe Ernst Heinrich Geist Elektrizität
- Erwin Geist (1916–2012), deutscher Gewerkschafter und Politiker (SPD), MdL Baden-Württemberg
- Franz Geist (1911–1994), österreichischer Industriemanager
- Gabi Geist (* 1953), deutsche Schauspielerin
- Georg Geist (Politiker, 1895) (1895–1974), deutscher Politiker (SPD), Bürgermeister und Landrat
- Georg Geist (Politiker, 1923) (1923–2013), deutscher Journalist, Verwaltungsbeamter und Politiker (CDU)
- Hans-Friedrich Geist (1901–1978), deutscher Zeichner, Autor und Kunsterzieher
- Helmut Geist (Schachspieler) (* 1947), deutscher Fernschachspieler
- Helmut Geist (Geograph) (* 1958), deutscher Geograph und Hochschullehrer
- Hermann Geist (1828–1903), deutscher Philologe und Schulleiter in der Provinz Posen
- Hieronymus Geist (1884–1960), Klassischer Philologe
- Johann Ludwig Geist (1776–1854), deutscher Diener von Johann Wolfgang von Goethe, Sekretär, siehe Goethes Diener
- Jonas Geist (Johann Friedrich Geist; 1936–2009), deutscher Architekt, Stadtplaner und Architekturhistoriker
- Jordan Geist (* 1998), US-amerikanischer Kugelstoßer
- Joseph Geist (um 1770–1824), österreichischer Uhrmacher
- Karl Geist (1900–1982), deutscher Fotograf
- Kimberly Geist (* 1987), US-amerikanische Radsportlerin
- Konrad Ferdinand Geist von Wildegg (1662–1722), deutscher Geistlicher, Weihbischof von Konstanz
- Lorenz Melchior Geist (1807–1867), deutscher Arzt
- Lothar Geist (1920–unbekannt), deutscher Kinderdarsteller
- Manfred Geist (1939–1997), deutscher Journalist
- Manfred N. Geist (1926–2002), deutscher Ökonom
- Markus Geist (* 1981), deutscher Unteroffizier
- Matthias Geist (* 1969), österreichischer evangelisch-lutherischer, Superintendent der Evangelischen Superintendentur A. B. Wien
- Michael Geist (* 1968), kanadischer Rechtswissenschaftler, Autor und Blogger
- Morgan Geist (* 1972), US-amerikanischer House-Musiker und DJ
- Morty Geist (1928–2017), US-amerikanischer Jazz- und Unterhaltungsmusiker
- Nadine Geist, deutsche Synchronregisseurin und Synchronbuchautorin
- Otto Geist (1888–1963), deutsch-amerikanischer Archäologe und Paläontologe
- Peter Geist (1816–1867), deutscher Maler
- Rudolf Geist (Schriftsteller) (1900–1957), österreichischer Schriftsteller
- Rudolf Geist (Ingenieur) (1910–1988), deutscher Physiker, Ingenieur und Hochschullehrer
- Sebastian Geist (1817–1908), deutscher Uhrmacher
- Sidney Geist (1914–2005), US-amerikanischer Maler, Bildhauer und Autor
- Sylvia Geist (* 1963), deutsche Lyrikerin und Herausgeberin
- Thomas Geist (Übersetzer) (1953–2003), deutscher Pionier des Buddhismus
- Thomas Geist (* 1964), deutscher Fußballtrainer
- Valerius Geist (1938–2021), russisch-kanadischer Umweltwissenschaftler
- Willie Geist (* 1975), US-amerikanischer Fernsehmoderator